# Cycloiden
Cycloiden, op. 207, är en vals av Johann Strauss den yngre. Den spelades första gången den 10 februari 1858 i Sofiensäle i Wien.

## Historia
Cykloid, och dess mer komplicerade varianter såsom epicykloid och hypocykloid, är exempel på kurvor inom geometrin. Ordet "cykloid" namngavs av Galileo Galilei 1599 som senare rekommenderade cykloidformen när broar byggdes. Johann Strauss komponerade sin val Cycloiden till teknikstudenternas bal den 10 februari 1858.

## Om valsen
Speltiden är ca 12 minuter och 37 sekunder plus minus några sekunder beroende på dirigentens musikaliska tolkning.

## Weblänkar
- Cycloiden i Naxos-utgåvan.